# Waterloo (album)
Waterloo je drugi studijski album švedskog sastava ABBA. Ovim albumom su počeli ozbiljniji proboj na tržišta izvan Švedske. Veliki hit albuma je pjesma "Waterloo" kojom su pobijedili na natjecanju "Pjesma Eurovizije" održanom u Velikoj Britaniji 1974. "Honey, Honey" je bio drugi singl s ovoga albuma.

## Popis pjesama
Popis pjesama je s originalnog švedskog izdanja
- Strana A

1. "Waterloo" (švedska verzija) – 2:44
2. "Sitting in the Palmtree" – 3:37
3. "King Kong Song" – 3:11
4. "Hasta Mañana" – 3:09
5. "My Mama Said" – 3:13
6. "Dance (While the Music Still Goes On)" – 3:12

- Strana B

1. "Honey, Honey" – 2:55
2. "Watch Out" – 3:49
3. "What About Livingstone?" – 2:55
4. "Gonna Sing You My Lovesong" – 3:41
5. "Suzy-Hang-Around" – 3:10
6. "Waterloo" (engleska verzija) – 2:44

## Osoblje
Abba
- Benny Andersson – klavir, klavijature, vokal, mellotron, Moog sintesajzer
- Agnetha Fältskog – vokal
- Anni-Frid Lyngstad – vokal
- Björn Ulvaeus – akustična gitara, guitara, vokal

Ostali izvođači
- Ola Brunkert – bubnjevi
- Rutger Gunnarsson – bas-gitara
- Janne Schaffer – gitara
- Christer Eklund – saksofon u 'Waterloo'
- Malando Gassama – udaraljke, kongo bubnjevi u 'Sitting in the Palmtree'
- Per Sahlberg – bas u 'Dance (While the Music Still Goes On)'
- Janne Schaffer – gitara
- Sven-Olof Walldoff – gudački aranžman u 'Honey, Honey'